# The Shadows' Madame
The Shadows' Madame è l'album studio d'esordio dei Cadaveria. È stato registrato e mixato presso i Capt. Woofer Studios di Vercelli, mentre la masterizzazione è stata curata da Alberto Cutolo presso i Massive Arts Studios di Milano. Da questo album sono stati tratti i video clip dei brani Spell e Circle of Eternal Becoming.
Il disco è stato ristampato nel 2004 dall'etichetta inglese Triple Silence / Salvation Films, con una copertina diversa solo per il mercato del Regno Unito.

## Tracce
1. Spell – 5:53
2. Declaration of Spiritual Independence – 5:10
3. In Memory Of Shadows' Madame – 4:12
4. Circle Of Eternal Becoming – 4:57
5. The Magic Rebirth – 6:50
6. Black Glory – 4:11
7. Absolute Vacuum – 7:10

## Formazione
- Cadaveria - voce
- Frank Booth - chitarra
- Baron Harkonen - tastiera
- Killer Bob (John) - basso
- Marcelo Santos (Flegias) - batteria